# Volvo PV445

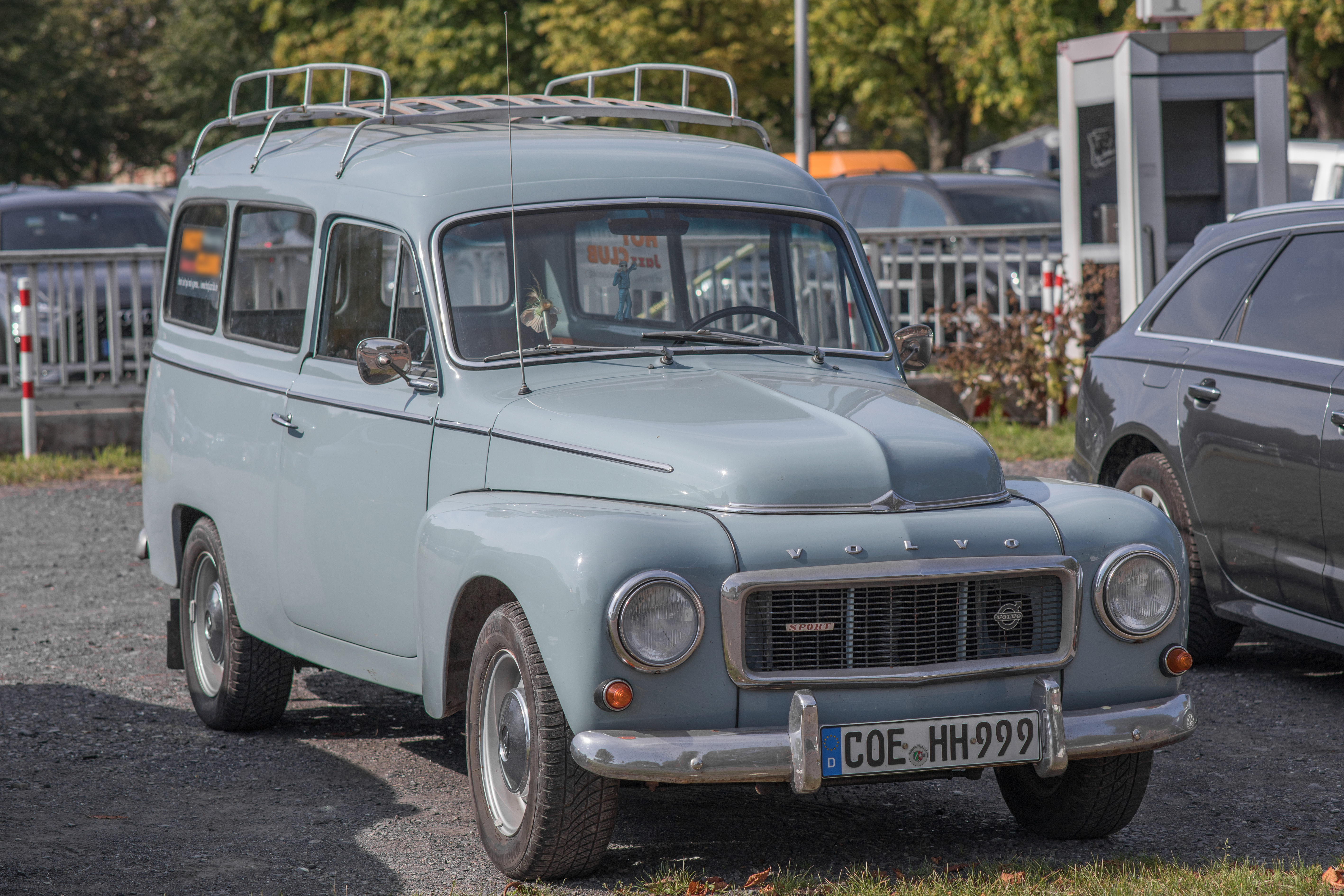
Volvo Duett

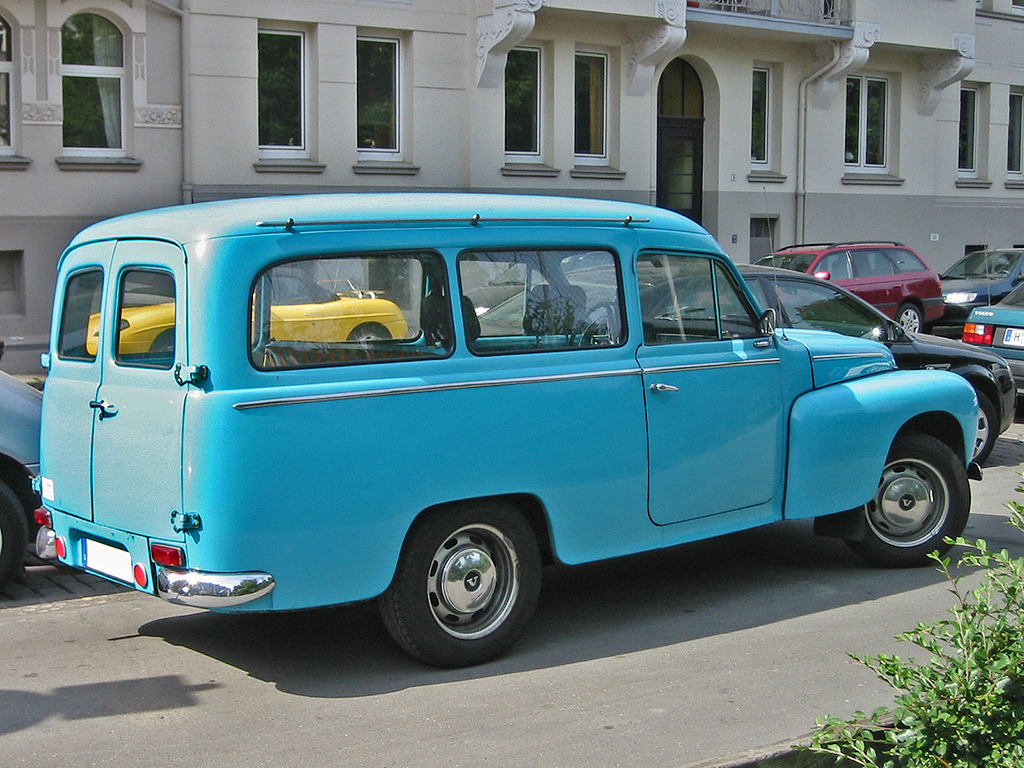
Volvo Duett

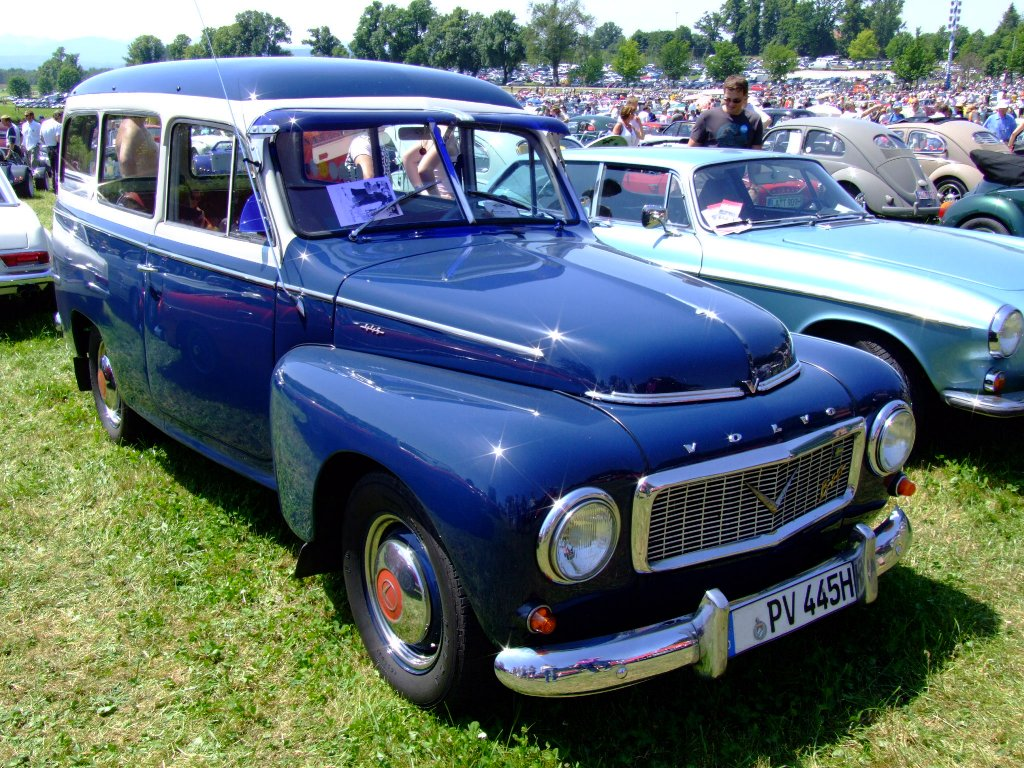
Volvo PV 445 (1957)

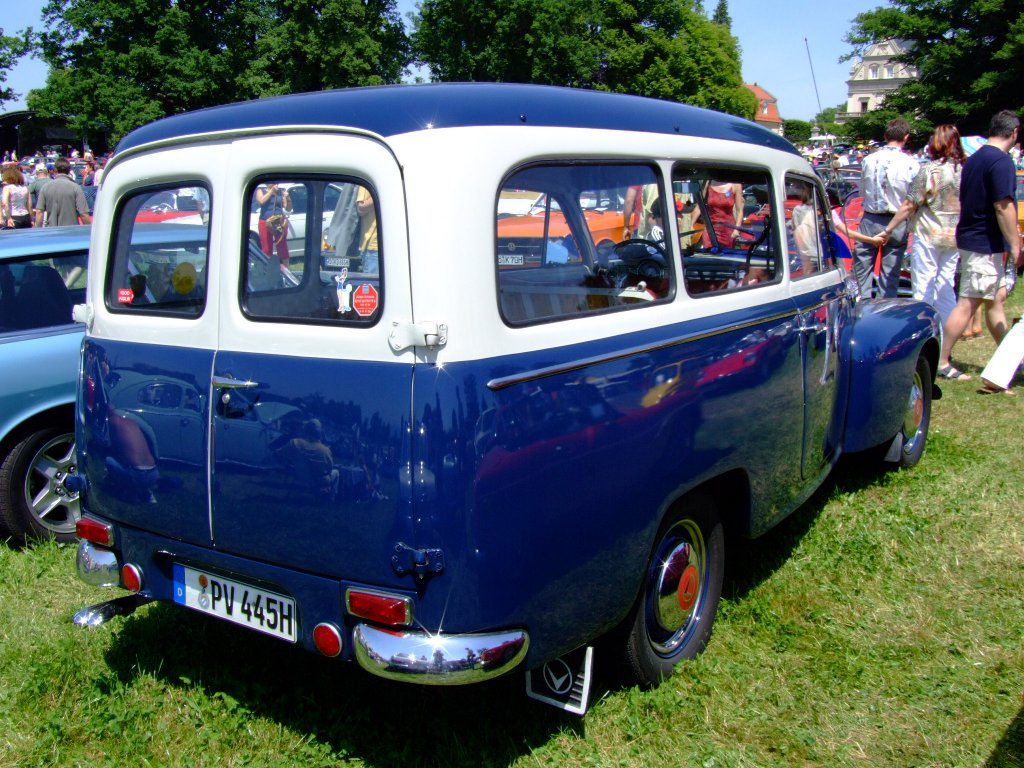
Volvo PV 445 (1957)

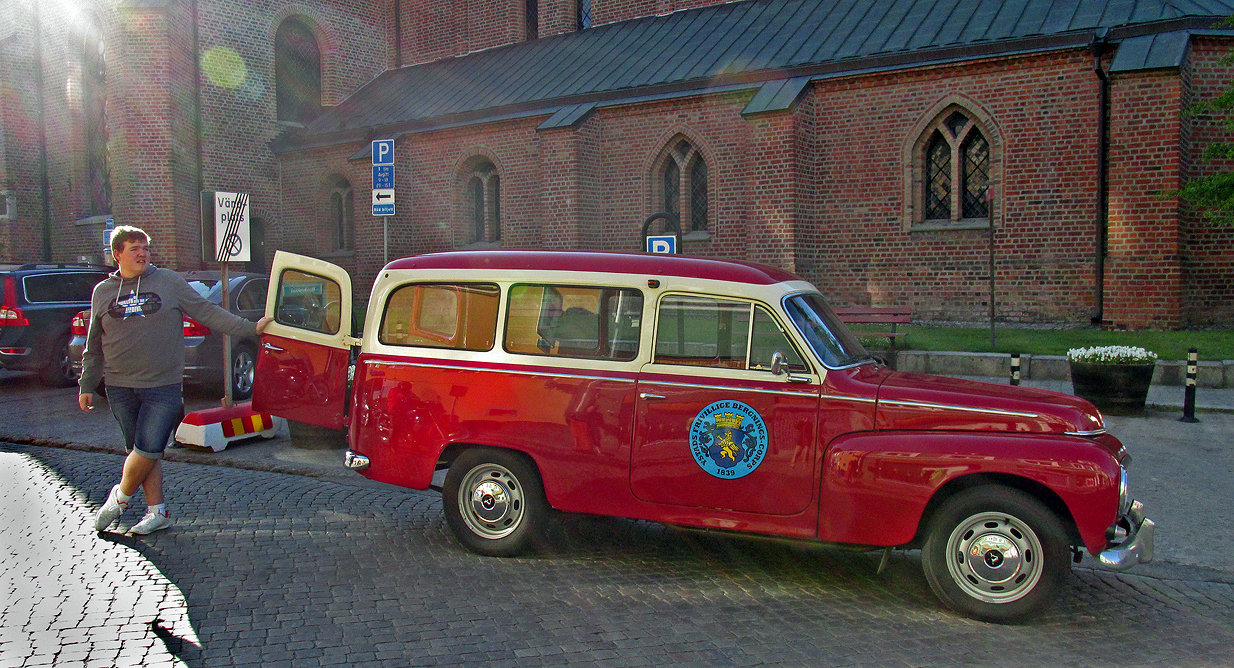
Volvo Duett (1962).

Der Volvo PV445, auch Duett genannt, ist die Kombiversion des Buckelvolvos. Im Gegensatz zu diesem ist die Karosserie des Duett nicht selbsttragend, sondern ruht auf einem Rahmen, die Hinterachse ist blattgefedert (statt Schraubenfedern). Die Zuladung und die Bodenfreiheit wurden dadurch erhöht. Die Hinterachsübersetzung wurde verkürzt, damit man den Motor und das Getriebe ohne Änderungen von der Limousine übernehmen, aber trotzdem größere Lasten bewegen konnte.

## Modellgeschichte
1949 erschien zunächst ein rollendes Chassis. Der Vorderwagen war bis zum Ansatz des Windschutzscheibenrahmens komplett, das Armaturenbrett bereits eingebaut, beides entsprach bis auf kleine Details dem PV 444. Auf Basis dieses Chassis bauten verschiedene Firmen Lieferwagen, Pick-ups und sogar einzelne Cabriolets.
1952 begann Volvo selbst mit der Fertigung eines Kleinlieferwagens. Am 4. Juni 1953 wurde das erste Fahrzeug an den Volvo-Mitgründer und damaligen Direktor Assar Gabrielsson ausgeliefert. Die Typbezeichnung war PV 445 DH (D ist die Modellreihe, schwed. Herrgårdsvagn ist ein Kombi mit Fenstern).
Der Name Duett entstand dadurch, dass Volvo in seiner Werbung behauptete, dass das Auto eigentlich zwei Autos in einem sei (Bilen som är två) – tagsüber Arbeitsgerät und abends und am Wochenende Familienwagen.
Dem Duett kamen alle Neuerungen des Buckelvolvos zugute, teilweise aber mit kleinen Verzögerungen. Äußerlich unterschied er sich vom Buckelvolvo durch einen Kühlergrill mit fünf statt vier Rippen, geänderten Zierleisten und erst einem, später auch zwei auf den Kotflügeln montierten Rückspiegeln.
Ein neuer Duett auf Basis der 1958 vorgestellten Limousine PV 544 kam als Modell P 210 erst im August 1960 auf den Markt. Wie der PV 544 hatte er die einteilige gewölbte Frontscheibe, das modernere Armaturenbrett des Volvo Amazon (P 120) mit dem Bandtacho sowie ab 1962 den B18-Motor mit 12 Volt-System.
Nach der Einstellung der PV 544 Limousine 1965 ging die Produktion des Duetts bis 1969 weiter. Der designierte Nachfolger des Duetts, die Kombiversion des Amazons (P 221), hatte sich als zu klein erwiesen, vor allem die Dachhöhe war deutlich geringer.
Der letzte Duett wurde am 11. Februar 1969 gebaut, als es schon fast zwei Jahre lang den Nachfolger des Amazons zu kaufen gab, den P 140.
Auch dessen Kombiversion P145 hatte deutlich weniger Laderaum als der Duett. Um den Mangel auszugleichen, stellte Volvo 1969 das Modell P 145 Express mit erhöhten Laderaumdach vor.
Der letzte Duett, ein königsblauer Herrgårdsvagn mit der Fahrgestellnummer 97299, steht heute im Volvo-Museum in Göteborg.

## Modelle
- 1953 – PV 445 DH (Duett Herrgårdsvagn) Mit Seitenfenstern und Rücksitzbank
- 1953 – PV 445 DS (Duett Skåpvagn) Ohne Seitenfenster und Rücksitzbank
- 1955 – PV 445 PH (Personherrgårdsvagn) Mit noblerer Inneneinrichtung als der DH

Diese drei Serien hatten bis 1958 jeweils eigene Typennummern, nach 1958 nur noch eine gemeinsame. Das rollende Chassis behielt während der gesamten Produktionszeit eine eigene Typennummer.
- 1960 – P210A mit der durchgehenden Frontscheibe und dem Armaturenbrett des PV544, Motor B16A
- März '62 bis August '62 P210B mit Motor B18A und 12-V-Bordelektrik (danach gab es nur noch Detailänderungen)
- August '62 bis August '63 P210C
- August '63 bis August '64 P210D
- August '64 bis August '65 P210E
- August '65 bis August '66 P210F
- August '66 bis August '67 P210M
- August '67 bis Februar '69 P210P

### Cabriolet

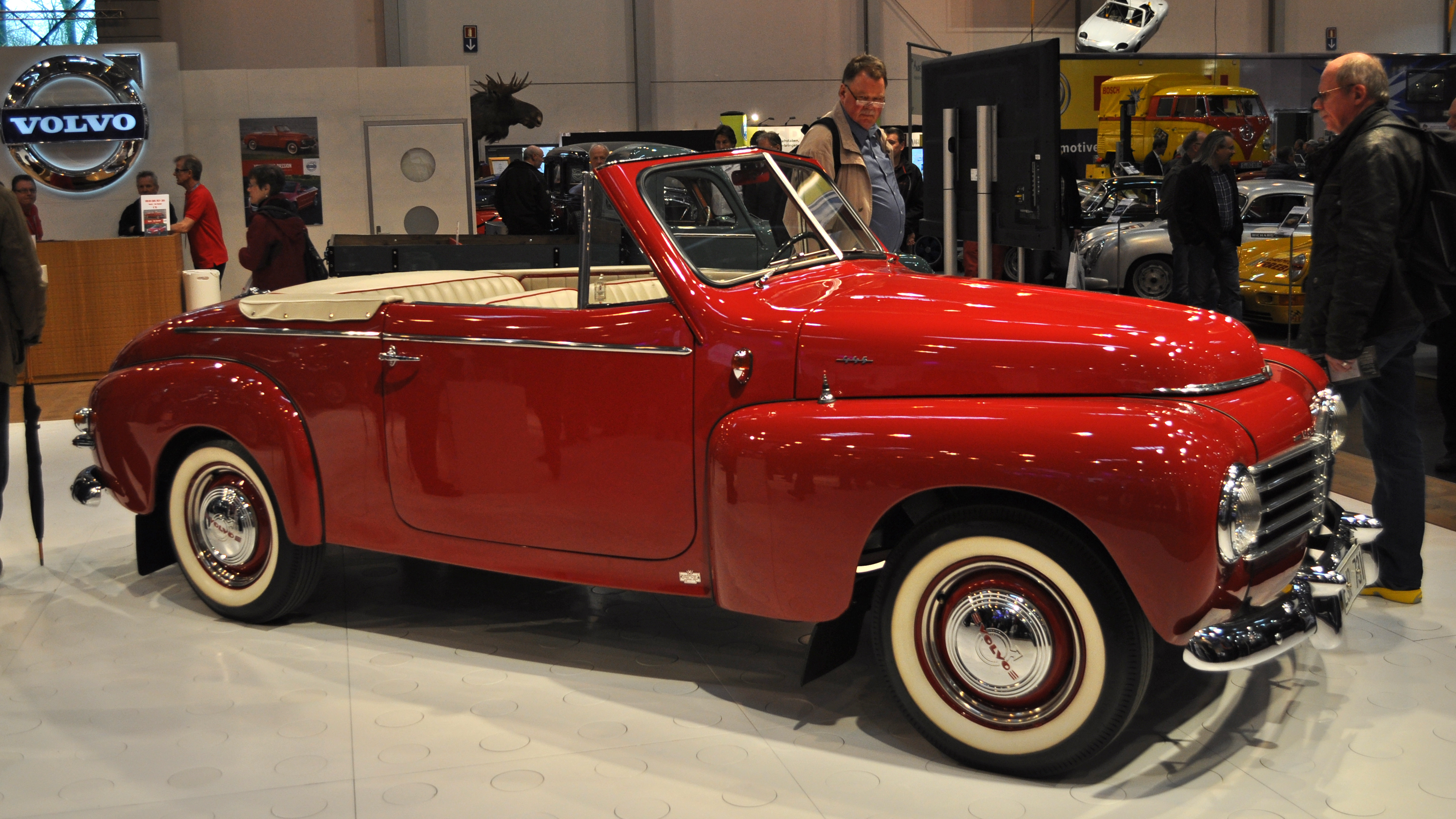
Volvo PV 445 Valbo-Cabriolet

Auf Basis des Lieferwagenfahrgestells des PV445 wurden Anfang der fünfziger Jahre ca. 20 Cabrios gefertigt. Die Fertigung übernahmen die Karosseriefabriken Ringborg und Valbo etwa zu gleichen Anteilen. Ab Werk wurden Kotflügel, Motorhaube und Spritzwand geliefert. Den Rest der Arbeiten übernahmen die Karosseriefabriken. Die so entstandenen Cabrios kosten ca. das Doppelte eines Buckel-PV 444.